# スラヴャンスク
- スラビャンスク[1]
- スロビャンスク[2]
- スロヴャンスク[3]

スロヴャンスク(ウクライナ語: Слов'янськ, 発音 [slou̯ˈjɑnʲsʲk] ( 音声ファイル), スロウヤーニシク, ラテン字: Slov”yans’k)またはスラビャンスク(ロシア語: Славянск, ロシア語発音: [slɐˈvʲansk], ラテン字: Slavyansk)は、ウクライナ東部の都市で、ドネツィク州内のスラヴャンスク・ラヨンの行政的な中心都市。2022年の人口は105,141人であった。
2014年4月12日のウクライナ親ロシア派騒乱の最中にスロヴャンスクはウクライナの最初の親ロシア派の武装勢力による破壊工作の焦点となった。同年7月5日の夜にウクライナ軍に解放された。2022年2月以来、ロシアのウクライナ侵攻の一環としてスロビャンスクはロシア軍による定期的な砲撃を受けている。民間人避難が実施された。

## 歴史

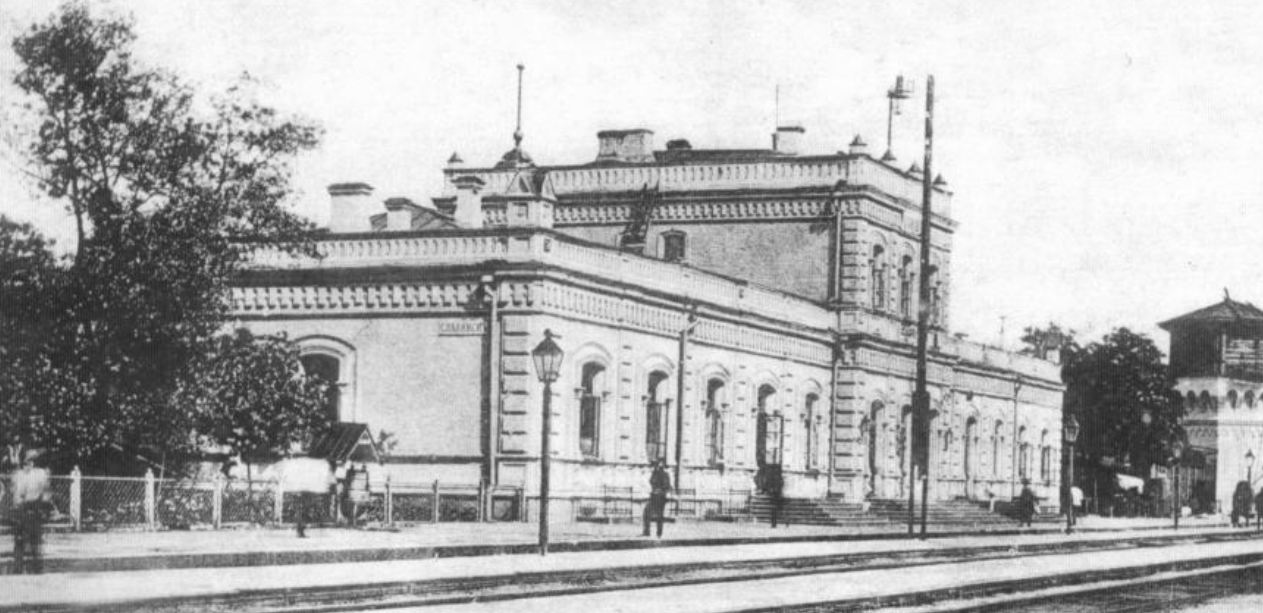
1917年の絵葉書に描かれた駅

スロヴャンスクはロシアのツァーリであったアレクセイ (モスクワ大公)によってクリミア人の襲撃 (en) に対抗するため1645年にロシアの南のはずれに国境の要塞 (en) として創建された。
1676年にトアー（Tor）と名付けられた要塞がカゼニイィ・トレツ川とサキイィ・トレツ川が合流しドネツ川の支流であるトレツ川が形成される河畔に建てられた。その後間もなく、トアーの街は要塞の次に成長した。
いくつかの塩湖が街の近隣にあり、塩が産出されるようになった。16世紀には塩の生産は地元の主要な産業となったが、18世紀には利益を得るものではなくなり1782年12月21日に終わりとなった。1784年に街は現在の名称であるスロヴャンスクと改称され1797年にロシア帝国のハリコフ・グベールニヤの一部となった。
1941年10月28日にナチス・ドイツがスロヴャンスクの街を占領した。同年12月にはナチス親衛隊（SS）のEinsatzkommando 4bにより街に住んでいた1,000人を超えるユダヤ人が処刑された。1944年2月17日に赤軍が占領していたナチスを追い遣った。

### 2014年の衝突
2014年4月12日、2014年ウクライナ騒乱が続く危機の中、マスクをし軍服や防弾チョッキを着用してカラシニコフ突撃銃で武装した男達が行政庁舎や警察署、ウクライナ保安庁（SBU）の庁舎を占拠した。
ウクライナ内相のアルセン・アヴァコフは武装勢力を「テロリスト」と言い表し、ウクライナの特殊部隊を使って庁舎を奪回することを決めた。
2014年4月13日には武装集団とウクライナの治安部隊の間で戦闘があり双方に死傷者があったと報道された。BBCのデビット・スターンは親ロシア派の武装勢力をロシアの武器を携帯し2014年クリミア危機が始まった時にクリミアの軍事施設を占拠した兵士に似ていると述べている。
2014年5月29日に親ロシア派の武装集団の攻撃によりウクライナ軍のヘリコプター1機が撃墜され、将軍1人を含む将兵12人が死亡した。ウクライナの大統領代行オレクサンドル・トゥルチノフは「テロリストの攻撃」と述べ、親ロシア派の武装集団を非難した。
スロヴャンスクは2014年4月12日から7月5日まで分離主義の武装集団により支配されていた。7月5日にスロヴャンスクはウクライナ軍による開放された。

### 2022年のロシアのウクライナ侵攻
2022年2月以来、ロシアのウクライナ侵攻の一環としてスロビャンスクはロシア軍による定期的な砲撃を受けている。同年3月に民間人避難は実施された。

## 気候
スロヴャンスクの気候はケッペンの気候区分では暖かく穏やかな夏のタイプの湿潤大陸性気候（Dfb）に区分される。
| スラヴャンスクの気候   | スラヴャンスクの気候 | スラヴャンスクの気候 | スラヴャンスクの気候 | スラヴャンスクの気候 | スラヴャンスクの気候 | スラヴャンスクの気候 | スラヴャンスクの気候 | スラヴャンスクの気候 | スラヴャンスクの気候 | スラヴャンスクの気候 | スラヴャンスクの気候 | スラヴャンスクの気候 | スラヴャンスクの気候 |
| 月                     | 1月                  | 2月                  | 3月                  | 4月                  | 5月                  | 6月                  | 7月                  | 8月                  | 9月                  | 10月                 | 11月                 | 12月                 | 年                   |
| ---------------------- | -------------------- | -------------------- | -------------------- | -------------------- | -------------------- | -------------------- | -------------------- | -------------------- | -------------------- | -------------------- | -------------------- | -------------------- | -------------------- |
| 日平均気温 °C （°F）   | −5.9 (21.4)          | −5.4 (22.3)          | −0.2 (31.6)          | 9.4 (48.9)           | 16.2 (61.2)          | 20.0 (68)            | 21.7 (71.1)          | 20.8 (69.4)          | 15.5 (59.9)          | 8.4 (47.1)           | 1.8 (35.2)           | −2.5 (27.5)          | 8.3 (46.9)           |
| 降水量 mm （inch）     | 45 (1.77)            | 34 (1.34)            | 27 (1.06)            | 39 (1.54)            | 42 (1.65)            | 57 (2.24)            | 51 (2.01)            | 40 (1.57)            | 39 (1.54)            | 30 (1.18)            | 42 (1.65)            | 44 (1.73)            | 490 (19.28)          |
| 出典：Climate-Data.org |                      |                      |                      |                      |                      |                      |                      |                      |                      |                      |                      |                      |                      |

## 経済
スロヴャンスクの主要な産業にはコークス製造用の化学装置などの重機械の製造や鉱山関連の機器、クレーン、絶縁体の製造などがあり、生産された製品は各地で使われている。
また現在では、街の近くの塩湖の底から泥を利用したスパ・トリートメントや泥の風呂を提供する重要な保養地にもなっている。

## 交通
スロヴャンスクは多くの鉄道や道路の結節点になっている。現在、3つの鉄道駅があるが1つは機能していない。3つの鉄道路線はロザヴァヤ、リマン、クラマトルスクへ通じている。ハイウェイは街の外れをM03号線が通っている。国道N-20号線はスロヴャンスクからマリウポリへ通じている。地元の人々は常設の2路線と夏のみ運行される1路線のトロリーバスが利用出来る。小型乗り合いバスのマルシュルートカは広く利用されている。